# Lex scripta
Lex scripta мн. leges scriptae — латинское выражение, которое означает «писаный или установленный законом закон». Термин восходит к римской правовой традиции. Император Юстиниан делит lex scripta на несколько категорий:
- Устав

- Плебисцит

- Сенаторские указы

- Решения императоров

- Приказы магистратов

Lex scripta имеет длительный эффект, который определяет правовую традицию для культуры, например, ту, которая содержится в Своде Юнистиана, Великой хартии вольностей, Танском кодексе и конституциях различных стран.